# Peugeot MK
Pour les articles homonymes, voir MK et MKD.
Le Peugeot MK est une série de véhicules utilitaires produits par le constructeur automobile français Peugeot de 1933 à 1939 et dérivés des voitures Peugeot 301, 401 et 402.

## Historique

### Type MK
La Peugeot MK de 8 CV sort en août 1933 en complément de l'utilitaire Peugeot 301 T de 6 CV dont la production, commencée cesse rapidement,. La camionnette dispose d'une charge utile de 1 000 à 1 200 kg. Elle utilise la cabine de la 301 BR et le moteur de cette voiture, type SER quatre cylindres 72 × 90 mm. Ce moteur lui fournit une puissance de 37 ch et donne une vitesse maximale de 60 km/h tandis que sa consommation d'essence est de 12 à 14 L/100 km. La boîte de vitesses (3 AV + 1 AR est celle de la 301 C).
Trois carrosseries sont proposées : châssis-cabine (MKC), boulangère (MKB) et fourgon (MKL),.
La production du type MK cesse en octobre 1934, après 1 514 châssis produits.

### Type MKD
Une nouvelle version apparaît au salon de l'Auto de Paris d'octobre, sous le nom de MKD. La cabine reste la même mais le moteur est désormais celui de la 401, modèle SF quatre cylindres 78 × 90 mm. Ce moteur lui fournit une puissance de 44 ch et donne une vitesse maximale de 70 km/h tandis que sa consommation d'essence est de 12,5 à 14,5 L/100 km. 
Les trois carrosseries reçoivent un nouveau code : MAC pour le châssis-cabine, MAB pour la boulangère et MAL pour le fourgon. Le type MKD est également proposé avec des roues jumelées à l'arrière, sous le nom de MKDJ, avec plateau (pas de code), boulangère MABJ et fourgon MALJ.
En 1935, le type MKD abandonne la cabine de la 301 CR pour celle de la 301 D.
La production va de novembre 1934 à mars 1936, avec 1 628 châssis MK et MKJ produits.

### TypesMK 4et MKN
La nouvelle variante MK 4 remplace en mars 1936 le type MKD. Ce type continue d'utiliser la cabine de la 301 D mais adopte le moteur de la 402, modèle THU quatre cylindres 83 × 92 mm. Ce moteur est bridé à 39 ch mais permet néanmoins une vitesse maximale de 75 km/h tandis que sa consommation d'essence est de 13 à 13,5 L/100 km. Dans le courant de l'année 1937, le MK 4 adopte le capot de la 402 et une cabine élargie à trois places (au lieu de deux),. Contrairement à la 402, les phares ne sont pas placés derrière la calandre mais sur les ailes.
Les carrosseries proposées sont : châssis-cabine U4C (et U4CJ pour le MK 4 J à roues jumelées), boulangère U4B (et U4BJ) et fourgon U4L (et U4LJ).
En février 1938 apparaît le type MKN, semblable à la MK 4 de 1937, mais doté de phares derrière la calandre ainsi que d'une charge utile réduite à 1 t. Les carrosseries sont les suivantes : châssis-cabine MNC (et MNCJ pour le MKNJ à roues jumelées), boulangère MNB (et MNBJ) et fourgon MNL (et MNLJ).
De mars 1936 à mars 1938, 1 709 châssis MK 4 sont produits, ainsi que 1 166 châssis MKN de février à juillet 1938.
Pendant la Seconde Guerre mondiale, des MK 4 sont réquisitionnés et mis en service dans l'Armée française.

### Types MKH et HMK
De juillet 1937 à septembre 1938, Peugeot produit 47 véhicules MKH, un type MK 4 remotorisé avec un moteur diesel, et, d'avril à octobre 1938, 31 HMK, variante diésélisée du MKN.
Ces deux modèles sont équipés d'un moteur diesel HL50 à système Oberhänsli (de), quatre cylindres 78 × 120 mm quatre temps à soupapes en tête. Sa puissance est de 55 ch et il consomme 10 L/100 km.

### TypeMK 5
En août 1938, Peugeot commence la production du type MK 5, qui utilise la cabine et le moteur de la nouvelle 402 B. Son moteur THU2 quatre cylindres 83 × 99 mm fournit une puissance de 45 ch et donne une vitesse maximale de 75 km/h tandis que sa consommation d'essence est de 15 à 16 L/100 km. 
Les trois carrosseries sont désignées M5C (châssis-cabine), M5B (boulangère) et M5L (fourgon). Les variantes MK 5 J à roues arrière jumelées reçoivent la lettre J à la fin de leur code.
La production cesse en août 1939 au moment du déclenchement de la Seconde Guerre mondiale, après la production d'environ un millier de MK 5. L'Armée française commande alors un dérivé du MK 5, le type DK 5 qui sera produit jusqu'en 1941.